# 当彩家族
当彩家族（藏語：སྟག་མཚེར་，威利转写：stag mtsher，藏语拼音：Dagcêr）为西藏贵族，现通常称为达拉（藏語：སྟག་ལྷ་，威利转写：stag lha，藏语拼音：Daglha），是第十四世达赖喇嘛所在的尧西家族。1938年（藏历土虎年）出生于安多当彩村的拉木顿珠被认定为第十三世达赖喇嘛的转世灵童后，西藏民众大会于1939年（藏历土兔年）决定他的家族升为贵族，并以“当彩”作为家族名。

## 人物
以下为当彩家族的主要人物：
- 祁却才仁（ཆོས་སྐྱོང་ཚེ་རིང་，chos skyong tshe ring，？－1945年），原为马夫，后作为达赖喇嘛的父亲而被封为公爵。1945年去世，有人认为他是与摄政热振活佛关系密切而被毒害。[3]他与妻子德吉才仁共育有十六个子女，其中存活下来的有七个。
  - 女：次仁卓玛（ཚེ་རིང་སྒྲོལ་མ་，tshe ring sgrol ma，1919年－1964年），1959年随达赖喇嘛流亡印度，后在达兰萨拉建立西藏儿童村（Tibetan Children's Villages）并任负责人。1964年因癌症病逝。
    - 夫：平措扎西（ཕུན་ཚོགས་བཀྲ་ཤིས་，phun tshogs bkra shis，1922年－1999年），汉名黄国桢，1959年随达赖喇嘛流亡印度，后曾任流亡政府安全部噶伦。他的第二任妻子格桑央金曾于2006年至2011年间任流亡政府新闻与外交部噶伦。[4]

  - 子：土登晋美诺布（ཐུབ་བསྟན་འཇིགས་མེད་ནོར་བུ་，thub bstan 'jigs med nor bu，1922年－2008年），第六世当彩活佛。后流亡美国，曾任印第安纳大学教授，并创办了西藏文化中心，一直致力于藏独。
    - 子：晋美诺布（འཇིགས་མེད་ནོར་བུ་，'jigs med nor bu，1965年－2011年），出生于美国印第安纳州布卢明顿。曾为唤起国际社会对西藏的关注而进行过多次徒步游行活动。2011年2月在一次和平行走活动时于佛罗里达州被一辆汽车撞倒身亡。[5]

  - 子：嘉乐顿珠（རྒྱ་ལོ་དོན་གྲུབ་，rgya lo don grub，1928年－2025年），其妻为国军上将朱绶光之女朱丹。他曾任中国国民党中央委员。1952年流亡印度。后来曾多次前往台北和北京，是达赖喇嘛与两岸政府接触中的重要中介角色。[6]
    - 子：凯度顿珠，流亡议会议员。其妻周美里为台湾团结联盟文宣部兼政策部执行长、台湾图博之友会会长。

  - 子：洛桑三旦（བློ་བཟང་བསམ་གཏན་，blo bzang bsam gtan，1933年－1985年），曾任堪钦、代理基巧堪布（三品）。后担任西藏流亡政府驻纽约办事处秘书长、西藏流亡政府卫生部与藏医院负责人等职。其妻达拉·南杰拉姆曾任流亡政府卫生部秘书长。[4]
  - 子：丹增嘉措（བསྟན་འཛིན་རྒྱ་མཚོ་，bstan 'dzin rgya mtsho，1935年－），本名拉木顿珠，第十四世达赖喇嘛。1950年亲政，1959年流亡印度并在达兰萨拉建立西藏流亡政府。
  - 女：吉尊白玛（རྗེ་བཙུན་པདྨ་，rje btsun pad+ma，1940年－），早年曾在印度、瑞士、英国等地留学。1964年其姐次仁卓玛逝世后，她出任西藏儿童村负责人。后曾当选流亡政府教育与卫生部噶伦，是西藏首位女性噶伦。
    - 夫：丹巴次仁（བསྟན་པ་ཚེ་རིང་，bstan pa tse ring，1950年－），吉尊白玛的第二任丈夫，担任过流亡政府内政部噶伦、达赖喇嘛驻新德里代表等职。

  - 子：丹增曲杰（法语：Ngari Rinpoché）（བསྟན་འཛིན་ཆོས་རྒྱལ་，bstan 'dzin chos rgyal，1946年－），阿里活佛。曾任流亡政府安全部副秘书长、达赖喇嘛私人秘书处秘书长等。[4]
    - 妻：仁青康珠（རིན་ཆེན་མཁའ་འགྲོ་，rin chen mkha' 'gro），曾任西藏妇女协会会长，流亡政府教育部、卫生部噶伦。